# Mallophora dureti
Mallophora dureti är en tvåvingeart som beskrevs av Artigas och Angulo 1980. Mallophora dureti ingår i släktet Mallophora och familjen rovflugor. Inga underarter finns listade i Catalogue of Life.